# Valerie Nilon
Valerie Nilon ist das Pseudonym einer deutschsprachigen Schriftstellerin. Ihr echter Name oder andere biographische Daten werden von ihrem Verlag nicht genannt. Mit ihren zwei Kindern und ihrem Mann lebt sie in Südfrankreich. Das Pseudonym Valerie Nilon ist eine Anspielung auf den Bekleidungsstoff Nylon, der in vielen ihrer Geschichten thematisiert wird. Gewählt wurde der Name auf Anregung des Verlegers.

## Leben
In ihren Romanen und Hörbüchern widmet sie sich überwiegend erotischen Themen und insbesondere den Erlebnissen von jungen Frauen.
Ihr erstes Hörbuch war Die Flugbegleiterin 1: Erotische Geheimnisse einer Stewardess über die Anziehungskraft in Nylon gehüllter Beine, das im Juli 2006 im Sexy Hörbuch Verlag erschien, gesprochen von Laura Aureem. Der Roman hat nach ihren eigenen Aussagen autobiographische Anteile, da sie selber vorher als Stewardess gearbeitet hat, ist jedoch zu weiten Teilen frei erfunden. Insgesamt erschienen 22 Hörbücher von Valerie Nilon, teilweise im Sexy Hörbuch Verlag, beim Herpers Verlag und YPH Group.
Insgesamt schrieb sie 22 Hörbücher, einige wurden auch in englischer Sprache verlegt. Während die meisten Hörbücher von Laura Aureem gesprochen wurden, arbeiteten auch Madelaine Satesse und Elaine Dargent als Sprecherin in diesen Werken.
Neben der Ausgabe als Hörbücher erschienen einige Romane auch in Buchform. Insgesamt 8 Romane wurden unter dem Pseudonym verlegt, davon 7 im Herpers Verlags und eines bei Books on Demand. Außerdem gibt es zwei Bildbände von Patrizio Kroyani (Nylon - Fine Art Photography und Office - Fine Art Photography), die neben Fotografien des Künstlers auch Geschichten von Valerie Nilon enthalten. Im Juli 2009 wurde ihr Roman Die Flugbegleiterin als zweisprachiges Buch und Hörbuch mit Vokabelhilfen als Sprachtrainer neu aufgelegt.

## Werke

### Romane
- Die Flugbegleiterin: erotische Geheimnisse einer Stewardess über die Anziehungskraft in Nylon gehüllter Beine – (2007 – ISBN 978-3-939743-11-8)
- Strumpfhosen: erotische Eskapaden einer Fabrikantentochter – (2008 – ISBN 978-3-939743-46-0)
- Traumfrauen der Lust: Sehnsüchte – (2007 – ISBN 978-3-939743-26-2)
- Traumfrauen der Lust: Männerfantasien – (2007 – ISBN 978-3-939743-27-9)
- Die Messe-Hostess: erotische Exzesse einer jungen Studentin – (2008 – ISBN 978-3-939743-51-4)
- Die Flugbegleiterin (Englisch für Liebhaber) – (2009 – ISBN 978-3-939743-72-9)
- Patrizio Kroyani's Office – (2007 – ISBN 978-3-939743-86-6)
- Patrizio Kroyani's Nylon – (2009 – ISBN 978-3-939743-85-9)

### Hörbücher
- Die Flugbegleiterin Teil 1. First class: Erotische Geheimnisse einer Stewardess über die Anziehungskraft in Nylon gehüllter Beine (eng. The flight attandent: a stewardess's erotic secrets about the attraction of women's legs wrapped in nylon) – (2006 – ISBN 978-3-939743-62-0, deutsche Ausgabe)
- Strumpfhosen: erotische Eskapaden einer Fabrikantentochter – (2006 – ISBN 978-3-939743-08-8)
- Das Zimmermädchen: erotische Geheimnisse einer jungen Auszubildenden – (2007 – ISBN 978-3-939743-15-6)
- Die Pharmareferentin: erotische Erlebnisse im medizinischen Außendienst – (2007 – ISBN 978-3-939743-16-3)
- Die Hausfrau: erotische Geheimnisse einer jungen Ehefrau – (2007 – ISBN 978-3-939743-19-4)
- Die Beifahrerin: erotische Erlebnisse eines rastlosen Mädchens – (2007 – ISBN 978-3-939743-18-7)
- Die Tanzlehrerin: erotische Affären auf dem Parkett – (2007 – ISBN 978-3-939743-20-0)
- Die Krankenschwester: erotische Methoden einer jungen Pflegerin – (2007 – ISBN 978-3-939743-21-7)
- Die Masseurin: erotische Methoden einer jungen Physiotherapeutin – (2007 – ISBN 978-3-939743-22-4)
- Die Kellnerin: erotischer Roman – (2007 – ISBN 978-3-939743-23-1)
- Höhepunkte purer Befriedigung 1: die schärfsten Sex-Szenen aus den Romanen von Valerie Nilon – (2007 – ISBN 978-3-939743-17-0)
- Höhepunkte purer Befriedigung 2 – (2007 – ISBN 978-3-939743-30-9)
- Die Messe-Hostess: erotische Exzesse einer jungen Studentin (eng. The fair hostess: a young student's erotic excesses) – (2007 – ISBN 978-3-939743-14-9, deutsche Ausgabe)
- Die Voyeurin: erotischer Roman – (2008 – ISBN 978-3-939743-35-4)
- Das Dienstmädchen: erotischer Roman – (2008 – ISBN 978-3-939743-24-8)
- Das Au-pair-Mädchen: erotischer Roman – (2008 – ISBN 978-3-939743-34-7)
- Höhepunkte purer Befriedigung 3 – (2008 – ISBN 978-3-939743-41-5)
- Strumpfhosen Teil 2 – (2008 – ISBN 978-3-939743-36-1)
- Strumpfhosen Teil 3 – (2006 – ISBN 978-3-939743-37-8)
- Die Nylon-Sekretärin: erotischer Roman – (2008 – ISBN 978-3-939743-50-7)
- Die Messe-Hostess 2 – (2008 – ISBN 978-3-939743-38-5)
- Die Messe-Hostess 3 – (2008 – ISBN 978-3-939743-39-2)
- Das Nylon-Mädchen: erotischer Roman – (2009 – ISBN 978-3-939743-84-2)
- Die Flugbegleiterin Teil 2. Stadt der Liebe: Erotische Geheimnisse einer Stewardess über die Anziehungskraft in Nylon gehüllter Beine – (2009)
- Die Flugbegleiterin Teil 3. Côte d’Azur: Erotische Geheimnisse einer Stewardess über die Anziehungskraft in Nylon gehüllter Beine
- Freizügig: erotischer Roman – (2010 – ISBN 978-3-942582-09-4)
- Die Geberin: erotischer Roman – (2010 – ISBN 978-3-942582-06-3)
- Englisch für Liebhaber - Die Flugbegleiterin - (2010 – ISBN 978-3-939743-74-3)
- Das Burgfräulein: erotischer Roman - 2012